# Edicto de Worms
El Edicto de Worms fue proclamado el 25 de mayo de 1521 por el recientemente elegido emperador del Sacro Imperio Romano Germánico, Carlos V, y el cardenal Girolamo Aleandro, nuncio papal, contra Lutero, tras el episodio de la Dieta de Worms en los inicios del proceso conocido como Reforma protestante. En él se declaraba a Lutero como prófugo y hereje, con lo que se oficializa la ruptura del luteranismo con la Iglesia católica. [cita requerida]
No debe confundirse con el Concordato de Worms (siglo XII) ni con el Edicto de Worms de 1520, edicto firmado en la misma ciudad de Worms el 17 de diciembre de 1520 por el mismo Carlos V para reprimir las Comunidades de Castilla.